# 李可基
李可基，中华人民共和国教授。
供职于北京大学公共卫生学院营养与食品卫生学系。2012年12月，在茅台集团召开的媒体见面会上，斥塑化剂标准不科学，并称三聚氰胺基本无毒，成人喝下去不会损害身体。后致歉，但仍然坚持自己的观点。

## 相关
- 塑化剂
- 三聚氰胺